# Een mooi verhaal (Gerard Cox)
Een mooi verhaal is een single van Gerard Cox. Het is afkomstig van hun album 't Voordeel van de twijfel.
Cox had met voorgaande singles, die alle covers waren, succes. Hij zette die trend door met Een mooi verhaal, een cover van het Franse Une belle histoire van Michel Fugain. Het was in dit geval een misrekening. Een mooi verhaal kwam niet verder dan de tipparades van de Daverende 30 en Nederlandse Top 40.
De B-kant was Wie wil?, opnieuw een cover, ditmaal van We will van Gilbert O'Sullivan.